# کیرکوود (دلاویر)
کیرکوود (به انگلیسی: Kirkwood) یک منطقهٔ مسکونی در ایالات متحده آمریکا است که در شهرستان نیوکاسل، دلاویر واقع شده‌است. کیرکوود ۲۱٫۰۳ متر بالاتر از سطح دریا واقع شده‌است.